# Лоренцо ди Мариано
Лоренцо ди Мариано Фуччи, прозванный Иль Маррина (итал. Lorenzo di Mariano Fucci, detto il Marrina, 1476, Сиена, Тоскана — 1534, Сиена) — итальянский скульптор эпохи Возрождения, родом из Сиены.

## Биография
Лоренцо ди Мариано был учеником скульптора Джованни ди Стефано, в 1506 году был мастером-мраморщиком на строительстве Сиенского собора. В 1507 году завершил мраморное украшение алтаря капеллы Пикколомини в церкви Сан-Франческо. Он выполнил, среди прочего, главный алтарь церкви Фонтеджиуста (1509—1517), алтарь Марсили в церкви Сан-Мартино (1522) и оформлял Библиотеку Пикколомини в Сиенском соборе. Его единственная надёжно атрибутируемая работа в качестве скульптора — бюст Святой Екатерины Сиенской (1517), из полихромной терракоты, в церкви района Драго.
Его брат Анджело ди Мариано (итал. Angelo di Mariano, Angelo di Mariano Senese), которому Джорджо Вазари посвятил краткую биографию под именем Микеланджело Сиенский (Michelangelo Senese), также начинал в 1506 году на строительной площадке Сиенского собора вместе с Лоренцо. Затем работал в Риме, в 1519 году последовал за Бальдассаре Перуцци, участвовавшим в основных заказах Ватикана. В Риме он задокументирован вместе с Лодовико (Лоренцо?) и третьим братом Тибальдо, в скульптурном оформлении капеллы короля Франции в Соборе Святого Петра (1521), с 1522 года вместе с Лодовико в работе монументом кардинала Франческо Армеллини в церкви Санта-Мария-ин-Трастевере.
Позднее, в 1524 году Анджело получил престижную работу по выполнению скульптур надгробия папы Адриана VI, заказанного кардиналом Виллемом ван Энкенвортом для немецкой церкви Санта-Мария-дель-Анима в Риме. Монументальное сооружение создано между 1524 и 1527 годами по проекту архитектора Бальдассаре Перуцци. Скульптуры надгробия представляют собой аллегорические фигуры Правосудия, Мудрости, Смелости и Воздержания.